# Albert von Zahn
Albert von Zahn, född den 10 april 1836 i Leipzig, död den 16 juni 1873 i Marienbad, var en tysk konstskriftställare.
Zahn, som, efter en tid som museidirektör i Weimar, var rektor vid den av honom inrättade kungliga skolan för modellering samt ornament- och mönsterteckning i Dresden, uppsatte 1868 tidskriften "Jahrbücher für Kunstwissenschaft" samt författade Musterbuch für häusliche Kunstarbeiten (1864-65), Dürers Kunstlehre und sein Verhältniss zur Renaissance (1866) med mera.